# Stan és Pan (film)
A Stan és Pan (eredeti cím: Stan & Ollie) 2018-ban bemutatott amerikai–kanadai–brit életrajzi filmvígjáték-dráma, melyet Jon S. Baird rendezett. A forgatókönyvet Jeff Pope írta, A.J. Marriot Laurel and Hardy: The British Tours című könyve alapján, mely a híres komikus páros, Stan és Pan életének későbbi szakaszát mutatja be. A főszerepben Steve Coogan és John C. Reilly látható, mint Stan Laurel és Oliver Hardy.
Világpremierje 2018. október 21-én volt, a BFI London Film Festival záró gálaestjén. Az amerikai mozikban 2018. december 28-án, míg az Egyesült Királyságban 2019. január 11-én mutatták be. A film pozitív kritikákat kapott, Coogan és Reilly alakításait BAFTA- illetve Golden Globe-díjra jelölték.

## Cselekmény
1937-ben, mialatt Vadnyugati őrjárat című filmjüket forgatják, Stan Laurel és Oliver Hardy a szerződésükről beszélgetnek. Stan otthagyná Hal Roach producert és saját filmgyártó céget alapítana, de Oliver óvatosabb nála. Később Stan Fox Studiosnél vár társára, szerződést aláírni a Foxszal, de ő nem jelenik meg és kitart Roach mellett. A producer ráveszi Olivert egy Zenobia című elefántos film elkészítésére, mindezt Stan mellőzésével, ami aláássa a két férfi barátságát.
1953-ban zenés turnéra indulnak az Egyesült Királyságban és Írországban, miközben egy komikus Robin Hood-filmfeldolgozást terveznek. A gyenge publicitás következtében eleinte szinte üres nézőtér előtt lépnek fel. Producerük, Bernard Delfont helyettük inkább az ígéretes új tehetséggel, Norman Wisdommal foglalkozik. Nyilvános megjelenéseik növelik a jegyeladások számát, és sikerül egyre tekintélyesebb helyszíneken szerepelniük.
Stan nyomására eközben tovább dolgoznak a tervezett filmjükön, bár annak londoni producerét nem érik el. Stan végül megtudja: a film gyártását forráshiány miatt felfüggesztették. Ő ezt képtelen közölni Oliverrel és tovább dolgozik a forgatókönyvön. Feleségeik, Ida Laurel és Lucille Hardy csatlakoznak hozzájuk a Savoy Hotelben. A londoni Lyceum Theatre-ben is fellépnek, de a nyitóesten Ida megemlíti az elefántos filmet, ezért a két barát heves vitába keveredik egymással múltbéli sérelmeik kapcsán. Stan úgy érzi, Oliver elárulta barátságukat és lustasággal vádolja meg. Oliver a fejéhez vágja, hogy sosem voltak igazi barátok, szerinte Stan felszínes ember, aki csak a Stan és Pan duót szerette, őt magát sosem.
Stan és Oliver egy worthingi szépségversenyen vesz rész zsűriként. Stan próbál közeledni társához, de ő elutasítja, majd a szíve miatt váratlanul összeesik és kórházba kerül. Delfont azt javasolja, Stan lépjen fel Nobby Cook angol humoristával. A kórházban Oliver közli vele visszavonulását: mivel egészségi állapota miatt végzetessé válhatna számára színpadra lépni, megígérte Lucille-nak, nem kockáztat többé és mielőbb visszatérnek az Államokba. Megbeszélik a legjobb megoldást, vagyis azt, ha Stan új partnert keres magának. Biztosítják egymást afelől is, hogy korábbi vitájukban egyikük sem gondolta komolyan azokat a vádakat, amelyeket egymás fejéhez vágtak. 
Stan következő, Nobby Cookkal közös fellépését váratlanul lefújják. Stan egy bárban bevallja Idának, hogy szereti Olivert és nélküle nem folytatja a turnét. Lucille hazatérve nem találja otthon férjét – Oliver Stanhez ment és arra kéri, ismét lépjenek fel együtt.
Írországba tartó hajójukon Stan bevallja az igazat a filmről. Oliver azt mondja, mindvégig tudott róla és azt hitte, Stan is tudja, hogy ő tudja. Miután megérkeznek a szigetországba, a színpadon Stan aggodalmát fejezi ki Oliver állapota miatt. Biztosítja afelől, nem kell a darab végén előadni a dalukat. Oliver azt állítja, rendben van és meglepi Stant, amikor bejelent a közönségnek egy fináléként előadott táncot. Ida a közönség soraiban ülve megszorítja a férjéért aggódó Lucille kezét, de Stan és Ollie gond nélkül eljárják táncukat, hatalmas sikerrel.
A film végén elhangzó epilógus szerint többé nem léptek fel együtt. Oliver nem gyógyult fel szívbetegségéből és 1957-ben elhunyt. Stan nem volt hajlandó Oliver nélkül folytatni a fellépéseket, ehelyett 1965-ben bekövetkezett haláláig tovább írta a Stan és Pan-gegeket.

## Szereplők
| Szerep                                 | Színész           | Magyar hang    |
| -------------------------------------- | ----------------- | -------------- |
| Stanley "Stan" Laurel                  | Steve Coogan      | Schnell Ádám   |
| Oliver "Ollie" Hardy                   | John C. Reilly    | Besenczi Árpád |
| Lucille Hardy                          | Shirley Henderson |                |
| Ida Kitaeva Laurel                     | Nina Arianda      |                |
| Bernard Delfont                        | Rufus Jones       |                |
| Hal Roach                              | Danny Huston      |                |
| James W. Horne                         | Joseph Balderrama |                |
| Nobby Cook                             | John Henshaw      |                |
| James Finlayson                        | Keith MacPherson  |                |
| Harry Langdon                          | Richard Cant      |                |
| Cynthia Clarke, Miffin gyártásvezetője | Susy Kane         |                |

## A film készítése
2016-ban jelentették be Steve Coogan és John C. Reilly szerepeltetését a Stan és Pan duóról szóló életrajzi filmben, melynek Jon S. Baird lesz a rendezője. A forgatókönyv megírására Jeff Pope kapott felkérést, aki korábban már dolgozott együtt Coogannel, a 2013-as Philomena – Határtalan szeretet Oscar-díjra jelölt forgatókönyvén. Pope a saját „hőseinek” nevezte a komikus párost. Pope A.J. Marriot Laurel and Hardy: The British Tours című könyvét is felhasználta ihletként a film megírásához, illetve Laurel dédunokájával, Cassidy Cookkal folytatott beszélgetéseiből is értékes információkat nyert.
A forgatás 2017 tavaszán kezdődött az Egyesült Királyságban. Reilly sminkjének elkészítése napi négy órát vett igénybe.

## Fogadtatás

### Kritikai visszhang
A film pozitív kritikákat kapott. A Rotten Tomatoes 225 kritikus véleményének összegzése után 93%-ra értékelte. A weboldal szöveges összefoglalója szerint „A Stan és Pan kegyelettel adózik egy közkedvelt komikuspáros előtt, mindezt szeretetteli bepillantással a színfalak mögé – és megindító bepillantást ad egy alkotói kötelék áldásairól és terheiről.”

### Fontosabb díjak és jelölések
| Díj              | Kategória                                           | Jelölt mű                                  | Eredmény | Ref.   |
| ---------------- | --------------------------------------------------- | ------------------------------------------ | -------- | ------ |
| BAFTA-díj        | legjobb férfi főszereplő                            | Steve Coogan                               | Jelölve  | [ 11 ] |
| BAFTA-díj        | legjobb brit film                                   | Jon S. Baird, Faye Ward, Jeff Pope         | Jelölve  | [ 11 ] |
| BAFTA-díj        | legjobb smink                                       | Mark Coulier, Jeremy Woodhead, Josh Weston | Jelölve  | [ 11 ] |
| Golden Globe-díj | legjobb férfi főszereplő – zenés film vagy vígjáték | John C. Reilly                             | Jelölve  | [ 12 ] |

## Fordítás
- Ez a szócikk részben vagy egészben  a   Stan & Ollie című angol Wikipédia-szócikk ezen változatának fordításán alapul.  Az eredeti cikk szerkesztőit annak laptörténete sorolja fel. Ez a jelzés csupán a megfogalmazás eredetét és a szerzői jogokat jelzi, nem szolgál a cikkben szereplő információk forrásmegjelöléseként.